# Многочлены Чебышёва
Многочле́ны Чебышёва — две последовательности ортогональных многочленов {\displaystyle T_{n}(x)} и {\displaystyle U_{n}(x),n=\{0,1,\dots \},} названные в честь Пафнутия Львовича Чебышёва:
- Многочлен Чебышёва первого рода {\displaystyle T_{n}(x)} характеризуется как многочлен степени {\displaystyle n} со старшим коэффициентом {\displaystyle 2^{n-1}}, который меньше всего отклоняется от нуля на отрезке {\displaystyle [-1,1]}. Впервые рассмотрены самим Чебышёвым.

- Многочлен Чебышёва второго рода {\displaystyle U_{n}(x)} характеризуется как многочлен степени {\displaystyle n} со старшим коэффициентом {\displaystyle 2^{n}}, интеграл от абсолютной величины которого по отрезку {\displaystyle [-1,1]} принимает наименьшее возможное значение. Впервые рассмотрены в совместной работе двух учеников Чебышёва — Коркина и Золотарёва.

Многочлены Чебышёва играют важную роль в теории приближений, поскольку корни многочленов Чебышёва первого рода используются в качестве узлов в интерполяции алгебраическими многочленами.

## Определения

### Рекуррентные формулы
Многочлены Чебышёва первого рода {\displaystyle T_{n}(x)} могут быть определены с помощью рекуррентного соотношения:
{\displaystyle T_{0}(x)=1}
{\displaystyle T_{1}(x)=x}
{\displaystyle T_{n+1}(x)=2xT_{n}(x)-T_{n-1}(x).}
Из него также следует, что многочлены могут быть определены в явном виде через определитель трёхдиагональной матрицы размера {\displaystyle k\times k}:
{\displaystyle T_{k}(x)=\det {\begin{bmatrix}x&1&0&\dots &0\\1&2x&1&\dots &0\\0&1&2x&\ddots &\vdots \\\vdots &\vdots &\ddots &\ddots &1\\0&0&\dots &1&2x\end{bmatrix}}}
Многочлены Чебышёва второго рода {\displaystyle U_{n}(x)} могут быть определены с помощью рекуррентного соотношения:
{\displaystyle U_{0}(x)=1}
{\displaystyle U_{1}(x)=2x}
{\displaystyle U_{n+1}(x)=2xU_{n}(x)-U_{n-1}(x).}

### Явные формулы
Многочлены Чебышёва являются решениями уравнения Пелля:
{\displaystyle T_{n}(x)^{2}-(x^{2}-1)U_{n-1}(x)^{2}=1}
в кольце многочленов с вещественными коэффициентами и удовлетворяют тождеству:
{\displaystyle T_{n}(x)+U_{n-1}(x){\sqrt {x^{2}-1}}=(x+{\sqrt {x^{2}-1}})^{n}.}
Из последнего тождества также следуют явные формулы:
{\displaystyle T_{n}(x)={\frac {(x+{\sqrt {x^{2}-1}})^{n}+(x-{\sqrt {x^{2}-1}})^{n}}{2}}=\sum _{k=0}^{\lfloor n/2\rfloor }{\binom {n}{2k}}(x^{2}-1)^{k}x^{n-2k};}
{\displaystyle U_{n}(x)={\frac {(x+{\sqrt {x^{2}-1}})^{n+1}-(x-{\sqrt {x^{2}-1}})^{n+1}}{2{\sqrt {x^{2}-1}}}}=\sum _{k=0}^{\lfloor n/2\rfloor }{\binom {n+1}{2k+1}}(x^{2}-1)^{k}x^{n-2k}.}

### Скалярное произведение
{\displaystyle {\big \langle }T_{n}(x),\,T_{m}(x){\big \rangle }=\int _{-1}^{1}{\frac {T_{n}(x)T_{m}(x)}{\sqrt {1-x^{2}}}}dx={\begin{cases}0,&m\neq n\\\pi ,&m=n=0\\\pi /2,&m=n\neq 0\end{cases}}}

### Соотношения
{\displaystyle U_{n+m}(x)=U_{n}(x)U_{m}(x)-U_{n-1}(x)U_{m-1}(x)}
{\displaystyle m=n+1,\quad U_{2n+1}(x)=2U_{n}(x)[xU_{n}(x)-U_{n-1}(x)]}
{\displaystyle m=n,\quad U_{2n}(x)=[U_{n}(x)+U_{n-1}(x)]\centerdot [U_{n}(x)-U_{n-1}(x)].}
{\displaystyle U_{n+1}(x)\cdot U_{n-1}(x)=[U_{n}(x)+1]\cdot [U_{n}(x)-1].}
{\displaystyle T_{n+1}(x)=xU_{n}(x)-U_{n-1}(x).}
{\displaystyle T_{n+1}(x)'=(n+1)U_{n}(x).}
{\displaystyle T_{n\cdot m}(x)=T_{n}(T_{m}(x))=T_{m}(T_{n}(x))}
то есть многочлены Чебышёва первого рода, с правилом умножения {\displaystyle T_{n\cdot m}(x)=T_{n}(x)\times T_{m}(x){\overset {\underset {\mathrm {def} }{}}{=}}T_{n}(T_{m}(x))=T_{m}(T_{n}(x))}, образуют полугруппу, изоморфную мультипликативной полугруппе целых неотрицательных чисел.

### Тригонометрическое определение
Многочлены Чебышёва первого рода {\displaystyle T_{n}(x)} могут быть также определены с помощью равенства
{\displaystyle T_{n}(\cos \theta )=\cos(n\theta )}
или, что почти эквивалентно,
{\displaystyle T_{n}(z)=\cos {\big (}n\arccos(z){\big )}.}
Такое определение также даёт альтернативный способ выразить многочлен в явном виде через формулу Эйлера {\displaystyle e^{i\theta }=\cos \theta +i\sin \theta }. Если возвести обе части в степень {\displaystyle k}, получится
{\displaystyle \cos k\theta +i\sin k\theta =e^{ik\theta }=(e^{i\theta })^{k}=(\cos \theta +i\sin \theta )^{k}.}
Раскрывая скобки в выражении справа, можно сгруппировать действительную часть выражения, чтоб выразить {\displaystyle \cos k\theta } через {\displaystyle \cos \theta }. При этом стоит иметь в виду, что {\displaystyle i^{2j}=(-1)^{j}} и {\displaystyle \sin ^{2j}\theta =(1-\cos ^{2}\theta )^{j}}, из чего следует, что
{\displaystyle {\begin{aligned}\cos k\theta &=\operatorname {Re} (\cos \theta +i\sin \theta )^{k}\\&=\operatorname {Re} \sum \limits _{j=0}^{k}{\binom {k}{j}}i^{j}\sin ^{j}\theta \cos ^{k-j}\theta \\&=\sum \limits _{j=0}^{\lfloor k/2\rfloor }{\binom {k}{2j}}(\cos ^{2}\theta -1)^{j}\cos ^{k-2j}\theta .\end{aligned}}}
Отсюда следует явная формула
{\displaystyle T_{k}(x)=\sum \limits _{j=0}^{\lfloor k/2\rfloor }{\binom {k}{2j}}(x^{2}-1)^{j}x^{k-2j}.}
Многочлены Чебышёва второго рода {\displaystyle U_{n}(x)} могут быть также определены с помощью равенства
{\displaystyle U_{n}(\cos \theta )={\frac {\sin {\big (}(n+1)\theta {\big )}}{\sin \theta }}.}

## Примеры
Несколько первых многочленов Чебышёва первого рода
{\displaystyle T_{0}(x)=1\;}
{\displaystyle T_{1}(x)=x\;}
{\displaystyle T_{2}(x)=2x^{2}-1\;}
{\displaystyle T_{3}(x)=4x^{3}-3x\;}
{\displaystyle T_{4}(x)=8x^{4}-8x^{2}+1\;}
{\displaystyle T_{5}(x)=16x^{5}-20x^{3}+5x\;}
{\displaystyle T_{6}(x)=32x^{6}-48x^{4}+18x^{2}-1\;}
{\displaystyle T_{7}(x)=64x^{7}-112x^{5}+56x^{3}-7x\;}
{\displaystyle T_{8}(x)=128x^{8}-256x^{6}+160x^{4}-32x^{2}+1\;}
Несколько первых многочленов Чебышёва второго рода
{\displaystyle U_{0}(x)=1\;}
{\displaystyle U_{1}(x)=2x\;}
{\displaystyle U_{2}(x)=4x^{2}-1\;}
{\displaystyle U_{3}(x)=8x^{3}-4x\;}
{\displaystyle U_{4}(x)=16x^{4}-12x^{2}+1\;}
{\displaystyle U_{5}(x)=32x^{5}-32x^{3}+6x\;}
{\displaystyle U_{6}(x)=64x^{6}-80x^{4}+24x^{2}-1\;}
{\displaystyle U_{7}(x)=128x^{7}-192x^{5}+80x^{3}-8x\;}

## Свойства
Многочлены Чебышёва обладают следующими свойствами:
- Многочлены Чебышёва чётных степеней содержат только члены чётных степеней, а многочлены Чебышёва нечётных степеней содержат только члены нечётных степеней. 
  - Отсюда вытекает, что многочлены Чебышёва чётных степеней являются чётными функциями, нечётных — нечётными функциями.
- Сумма коэффициентов многочленов Чебышёва первого рода {\displaystyle T_{k}(x)} равняется 1, а коэффициентов многочленов второго рода {\displaystyle U_{k}(x)} равняется {\displaystyle k+1}.
- Ортогональность по отношению к соответствующим скалярному произведению (с весом {\displaystyle 1/{\sqrt {1-x^{2}}}} для многочленов первого рода и {\displaystyle {\sqrt {1-x^{2}}}} для многочленов второго рода).
- Среди всех многочленов, значения которых на отрезке {\displaystyle [-1,1]} не превосходят по модулю 1, многочлен Чебышёва имеет:
  - наибольший старший коэффициент,
  - наибольшее значение в любой точке за пределами {\displaystyle [-1,1]},
  - если {\displaystyle n\equiv k{\pmod {2}}}, то {\displaystyle |a_{k-1}|+|a_{k}|\leqslant |t_{k}|}, где {\displaystyle t_{k}} — коэффициент многочлена Чебышёва первого рода, {\displaystyle a_{k}} — коэффициент любого из рассматриваемых многочленов.
- Нули многочленов Чебышёва являются оптимальными узлами в различных интерполяционных схемах. Например, в методе дискретных особенностей, который часто используется при исследовании интегральных уравнений в электродинамике и аэродинамике.
- На концах и середине отрезка выполняются следующие соотношения:
{\displaystyle {\begin{aligned}T_{n}(1)&=1,&T_{n}(-1)&=(-1)^{n},&T_{2n}(0)&=(-1)^{n},&T_{2n+1}(0)&=0,\\U_{n}(1)&=n+1,&U_{n}(-1)&=(-1)^{n}\cdot (n+1),&U_{2n}(0)&=(-1)^{n},&U_{2n+1}(0)&=0.\end{aligned}}}
- Многочлен Чебышёва первого рода степени N является частным случаем фигур Лиссажу при соотношении частот, равном N и амплитуде обоих сигналов, равной 1.
- Многочлены Чебышёва первого и второго рода соответствуют паре последовательностей Люка {\displaystyle {\tilde {V}}_{n}(P,Q)} и {\displaystyle {\tilde {U}}_{n}(P,Q)} с параметрами {\displaystyle (P,Q)=(2x,1)}:
{\displaystyle {\tilde {V}}_{n}(2x,1)=2\cdot T_{n}(x),}
{\displaystyle {\tilde {U}}_{n}(2x,1)=U_{n-1}(x).}
- Многочлен Чебышёва первого рода степени {\displaystyle n} имеет наибольшую длину дуги на отрезке {\displaystyle [-1,1]} в классе всех многочленов степени не выше {\displaystyle n} таких, что максимум их модуля на этом отрезке не превышает {\displaystyle 1} и не равных тождественно константе[1]

## Применения
Теория приближений
Многочлены Чебышёва первого рода используются для приближения функцией (рядом Чебышёва), если другие способы вычисления функции трудоёмкие или её аналитическая форма записи неизвестна (например, если функция задана таблицей, составленной на основе экспериментальных данных). Для этого область определения приближаемой функции должна быть достаточно простым способом, например, линейно, отображена в интервал ортогональности аппроксимирующих многочленов, в данном случае это {\displaystyle [-1,1]}.
Например, для таблично заданной функции:
{\displaystyle l\colon X_{i}\to [-1,1],}
где {\displaystyle l} — линейное отображение, {\displaystyle X_{i}} — область определения точек.
Аппроксимация непрерывно заданных функций получается в результате отбрасывания членов ряда Чебышёва, величина которых меньше желаемой погрешности результата. Аппроксимирующая функция также может быть записана в виде многочлена от {\displaystyle x}. В отличие от приближений, получаемых при использовании других степенных рядов, данное приближение минимизирует количество слагаемых, необходимых для аппроксимации функции многочленом с заданной точностью. С этим связано также и то свойство, что приближение на основе ряда Чебышёва оказывается довольно близко к наилучшему равномерному приближению (среди многочленов той же степени), но проще находится.
Примером отображения {\displaystyle l}, отображающего заданный интервал в область ортогональности многочленов,
{\displaystyle l\colon [x_{\text{min}},x_{\text{max}}]\to [-1,1],}
может быть функция
{\displaystyle l(x)={\frac {2x-(x_{\text{max}}+x_{\text{min}})}{x_{\text{max}}-x_{\text{min}}}}.}
Расчёт антенных решёток
Многочлены Чебышёва применяются для расчёта антенной решётки. Мощность излучения каждой антенны рассчитывается при помощи многочленов Чебышёва. Это позволяет управлять формой диаграммы направленности, а точнее соотношением амплитуды основного и боковых лепестков.

#### Применение в теории фильтрации
Полиномы Чебышёва также используются при теоретическом построении фильтров. В общую формулу для амплитудно-частотной характеристики
{\displaystyle \left|H_{n}(j\omega )\right|={\frac {1}{\sqrt {1+f_{n}^{2}\left({\dfrac {\omega }{\omega _{0}}}\right)}}}}
в качестве {\displaystyle f(x)} подставляют выражение вида {\displaystyle \varepsilon T_{n}(x)} или {\displaystyle \left(\varepsilon T_{n}(x)\right)^{-1}}, где {\displaystyle \varepsilon } — показатель пульсаций, получая соответственно АЧХ фильтров Чебышева I или II рода порядка {\displaystyle n}.

## Вариации и обобщения
- Вопрос о многочленах минимальной нормы с фиксированными коэффициентами при двух старших степенях был рассмотрен позднее Золотарёвым, найденные им полиномы носят название многочлены Золотарёва.
- Многочлены Фабера